# Una abuelita de antes de la guerra
Una abuelita de antes de la guerra es una película española dirigida por Vicente Escrivá, estrenada en 1975 y protagonizada por Isabel Garcés.

## Argumento
En un pequeño pueblo de Galicia llamado Louriño, vive Emilia Piñeiro (Isabel Garcés), una anciana dulce, pero firme en sus convicciones, que recibe la noticia del accidente de coche sufrido por su hijo Juan (Alberto de Mendoza). Doña Emilia viaja a Madrid junto a su asistenta con el tren y allí descubre horrorizada que la familia de su hijo se encuentra totalmente desarticulada e invadida por una falsa modernidad, que sólo sirve para separarlos. La abuela inventa una imagen de modernidad, con la que pretende poner orden en el desastre, empezando primero por el más grave de los problemas, el matrimonio de su hijo, en crisis debido a la presencia de una amante. Después deberá resolver los problemas de su nuera, Marta, asediada por un amigo de su marido; de su nieto, Nacho, un vago que solo se ocupa de gastar el dinero de su padre y de su nieta, Marisa, que está embarazada pero no quiere casarse con su novio.

## Reparto
- Isabel Garcés como Emilia Piñeiro y Quintela
- Alberto de Mendoza como Juan
- Helga Liné como Marta
- Josele Román (María José Román) como Balbina
- Guadalupe Muñoz Sampedro como Marcela
- Deborah Coletti (Deborah Colette) como Marisa
- Nadiuska como Nina
- Francisco Cecilio como Leo
- Ramón Pons como Nacho
- Antonio Pica como Antonio
- José Riesgo como Don Alfredo
- Luis Barbero como Cura Viejo
- Pastor Serrador como Mario
- Nené Morales
- Carmen Martínez Sierra como Cocinera
- Simón Arriaga como Taxista
- José María Caffarel como Profesor
- Julio Hara
- Maria Gianni (María Ángela Giani) como amiga de Juan y Marta
- Francisco Amorós como amigo de Juan y Marta
- Luis Baggiani
- Oscar Penas
- Luis Olmos
- Clara Urbina como chica de la pandilla
- Antonio Ross (Antonio Ros)
- Antonio Pascual Costafreda como Matías
- Javier Gilabert
- Marisa Bell como chica de la pandilla
- Rex Martín (Manuel Martín) como Tony, novio de Marisa
- Juan Sala
- Lone Fleming como amiga de Juan y Marta con vestido rojo
- Manuel Calvo como Médico
- Montserrat Julió como Enfermera
- Lali Romay (Laly Romay) como amiga de Marisa
- Adolfo Alises
- Luis Rico como Médico
- Angelines Larrodé
- Simón Ramírez como Voz-narrador

## Localizaciones
Los exteriores de la película se rodaron en Madrid, Santiago de Compostela, Talamanca del Jarama y Torrelaguna.

## Nota
A pesar de que el título que aparece en algunas fuentes es Una abuelita de las de antes de la guerra, en la mayoría de las fuentes consultadas aparece como Una abuelita de antes de la guerra.